# Le Kré Boka
Kré Boka fait partie d'un alignement de collines granitiques peu élévées en Côte d'Ivoire (connu sous l'appeleation de « chaîne baoulé ») suivant une direction nord-est vers le sud-ouest,. Elle se située dans la région de la Marahoué, précisément à Bouaflé, au centre-ouest du territoire ivoirien. Face à l'armée coloniale française de 1894 à 1910, le groupe ethnique dit «Yowlè» a utilisé le Kré Boka comme bastion de résistance,.

## Toponymie
La région présente un relief de plateaux d’altitude moyenne comprise entre 200 et 300 mètres, ponctué de chaînes de collines granitiques formant la « Chaîne Baoulé ». Elle se distingue par trois types de sols : les sols ferralitiques sur roche-mère granitique en zone forestière, les sols argileux, sablo-humifères ou hydromorphes près des cours d’eau et dans les bas-fonds, ainsi que les sols composés de roches basiques et de cuirasses en zone de savane, riches en ressources minières telles que l’or et le diamant. Le sous-sol regorge de produits aurifères, tandis que la végétation associe savanes arborée et herbeuse à des forêts-galeries, typiques du « V Baoulé », une zone de transition entre la forêt dense du Sud et la savane du Nord.

## Géographie
La région présente un relief peu accidenté, dominé par des plateaux d’altitude moyenne (200 à 300 mètres) et des chaînes de collines granitiques, notamment la « Chaîne Baoulé ». Les sols se répartissent en trois types : les sols ferralitiques sur roche-mère granitique en zone forestière, les sols argileux, sablo-humifères ou hydromorphes près des cours d’eau et dans les bas-fonds, ainsi que les sols à base de roches basiques et de cuirasses en zone de savane, riches en or et en diamant. Le sous-sol de la région est particulièrement aurifère.
La végétation comprend des savanes arborées et herbeuses, ainsi que des forêts-galeries caractéristiques du « V Baoulé », zone de transition entre la forêt du Sud et la savane du Nord. La savane couvre plus des trois quarts du territoire, avec une prédominance de roniers dans la partie Est. Parmi les espèces végétales, on trouve le lingué, le néré, le fromager, le kodabéma, l’acajou à grandes feuilles, l’iroko, le chiendent et le « sékou touré ». Dix forêts classées, s’étendant sur environ 40 000 hectares, se répartissent entre les départements de Didiévi et Toumodi.
Le réseau hydrographique est partagé entre les bassins versants des fleuves Bandama et N’zi, avec des rivières à régime irrégulier, mais aussi le lac de Kossou et des affluents comme le Kan et le Praha. Le climat tropical de la région se distingue par une saison sèche de novembre à février avec un harmattan modéré, une grande saison des pluies de mars à juillet, une petite saison sèche en août et septembre, suivie d’une petite saison des pluies de septembre à octobre. Les précipitations annuelles moyennes varient entre 1 000 et 1 200 mm, tandis que la température moyenne avoisine 30°C.